# Ian Campbell
Ian Campbell Mclean (Valparaíso, 15 de mayo de 1928-9 de noviembre de 2022) fue un jugador chileno de rugby que se desempeñaba como apertura.
Ian fue capitán de los Cóndores durante más de diez años y está considerado el mejor jugador en la historia de su país. Su hermano mayor Donald Campbell, también fue un jugador destacado y desde 2012 ambos son miembros del Salón de la Fama de la World Rugby.

## Biografía
Su padre Colin Campbell, fue un jugador de fútbol aficionado que jugó para Chile con quien participó en el campeonato por la Copa Centenario Revolución de Mayo, celebrada en 1910.
Ian Campbell comenzó a jugar rugby en su colegio, el St. Peters School de Valparaíso. El primer club que defendió fue el Badminton Sports de Valparaíso, para luego pasar al Prince of Wales Country Club, donde estuvo más de quince años como jugador. Su debut en primera división llegó cuando tenía quince años debido al gran éxodo de jugadores de origen británico que fueron llamados a la Segunda Guerra Mundial.
Uno de sus nietos fue el jugador de rugby Santiago Fuenzalida, fallecido en un accidente automovilístico el 30 de noviembre de 2008.

## Selección nacional
Debutó en la selección nacional el 5 de septiembre de 1948 ante los Teros en Buenos Aires, fue la primera victoria chilena ante Uruguay.
Jugó en el primer duelo internacional de Chile ante una potencia: Irlanda en 1952 y frente a Francia en 1954.
Su mayor logro fue la obtención del subcampeonato en los Sudamericanos de 1951, 1958 y 1961.